# Episodi di Stitchers (seconda stagione)
La seconda stagione della serie televisiva Stitchers è stata trasmessa in prima visione negli Stati Uniti sul canale Freeform (ex ABC Family) dal 22 marzo al 24 maggio 2016.
In Italia è andata in onda dal 24 settembre al 22 ottobre 2017 su Rai 4.
| n° | Titolo originale          | Titolo italiano          | Prima TV USA   | Prima TV Italia   |
| -- | ------------------------- | ------------------------ | -------------- | ----------------- |
| 1  | 2.0                       | Cameron 2.0              | 22 marzo 2016  | 24 settembre 2017 |
| 2  | Hack Me If You Can        | Giochi di un hacker      | 29 marzo 2016  | 1º ottobre 2017   |
| 3  | The One That Got Away     | Il becchino              | 5 aprile 2016  | 1º ottobre 2017   |
| 4  | The Two Deaths of Jamie B | Le due morti di Jamie B. | 12 aprile 2016 | 8 ottobre 2017    |
| 5  | Midnight Stitcher         | Musica manipolatrice     | 19 aprile 2016 | 8 ottobre 2017    |
| 6  | The Dying Shame           | Coco - La popstar cinese | 26 aprile 2016 | 15 ottobre 2017   |
| 7  | Pretty Little Lawyers     | Avvocati senza scrupoli  | 3 maggio 2016  | 15 ottobre 2017   |
| 8  | Red Eye                   | Occhio rosso             | 10 maggio 2016 | 22 ottobre 2017   |
| 9  | The Guest                 | L'ospite                 | 17 maggio 2016 | 22 ottobre 2017   |
| 10 | All In                    | Ci sarò sempre           | 24 maggio 2016 | 22 ottobre 2017   |